# Morro Grande (berg)
Morro Grande is een berg in Brazilië, in de gemeente Cajati (São Paulo), in het zuidelijke deel van het land, 1000 km ten zuiden van de hoofdstad Brasilia. 
De berg ligt 304 meter boven zeeniveau. Het terrein rond Morro Grande is heuvelachtig in het zuidwesten, maar in het noordoosten is het vlak. De dichtstbijzijnde grote gemeenschap is Cajati, 4,5 km ten zuidoosten van Morro Grande. In de omgeving van Morro Grande groeit voornamelijk groenblijvend loofbos. Het gebied rond Morro Grande is met 27 inwoners per vierkante kilometer dunbevolkt.